# Gérard Sévérin
Pour les articles homonymes, voir Sévérin.
Gérard Sévérin est un psychanalyste français né à Roubaix (Nord) le 7 mai 1930 et décédé le 20 avril 2015 à Nantes.

## Biographie
Après des études de philosophie, de théologie et de psychologie à Nantes et Paris, Gérard Sévérin devient religieux dans la congrégation des Fils de la charité. Ordonné prêtre en 1958, il soutient des idées progressistes et finit par quitter le ministère à la suite du Concile Vatican II. Il se marie avec Marie Loukakis et se convertit à l'orthodoxie sous son inspiration. Il et suit une carrière de psychanalyste, membre de l'école freudienne de Paris, et travaille avec Françoise Dolto.
En 1996, il publie une traduction des Évangiles, chez Gallimard, sous le titre Le Christ en direct : les quatre Évangiles.

## Ouvrages
- L'Évangile au risque de la psychanalyse, avec Françoise Dolto, éd. Jean-Pierre Delarge, 1977.
- Mon enfant à la maternelle, Hachette, 1980.
- La Foi au risque de la psychanalyse, avec Françoise Dolto, éd. Jean-Pierre Delarge, 1981.
- Jésus et le désir, avec Françoise Dolto, Le Seuil, 1982.
- Bébé : dialoguons dès sa naissance, Hachette, 1983.
- Papa, maman, dites-moi pour de vrai : les clefs du dialogue entre parents et enfants, Albin Michel, 1991.
- Un bonheur est si vite arrivé : seul, en couple, en famille, Albin Michel, 1995.
- Les Évangiles et la foi au risque de la psychanalyse ou la vie du désir, avec Françoise Dolto, Gallimard, 1996.
- Aux risques de l'adolescence, Albin Michel, 1997.
- Que serais je sans toi, Albin Michel, 2001.